# Dampier Archipelago
Il Dampier Archipelago è un gruppo di isole situate al largo della costa dell'Australia Occidentale, nelle acque dell'oceano Indiano. Appartiene alla Local government area della Città di Karratha, nella regione di Pilbara. L'arcipelago si trova vicino alla città di Karratha e comprende il grande porto industriale di Dampier sull'isola Murujuga (o penisola Burrup).

## Geografia
L'arcipelago è costituito da 42 fra isole, isolotti e scogli.
La penisola Barrup (Murujuga), che misura 27 km di lunghezza per 5 km di larghezza, era precedentemente la più grande delle isole: era separata dalla terraferma da distese fangose di marea e si chiamava Dampier Island. Ora è collegata da infrastrutture stradali e ferroviarie che uniscono Karratha e il porto di Dampier.
Le isole maggiori del gruppo sono Enderby e Dolphin. L'altezza maggiore è quella di Dolphin Island, 120 m. Il punto più settentrionale dell'arcipelago è Cape Legendre sull'isola di Legendre. L'isola più orientale è Delambre, la piccola isola Egret (a ovest di Eaglehawk) è la più occidentale e West Intercourse la più meridionale.

### Isole principali
| Isola                         | Area (ha) | Coordinate             |
| ----------------------------- | --------- | ---------------------- |
| Angel                         | 880       | 20°29′11″S 116°48′34″E |
| Collier Rocks                 | 408       | 20°24′28″S 116°51′03″E |
| Delambre                      | 320       | 20°26′48″S 117°04′52″E |
| Dixon                         | 500       | 20°37′31″S 117°03′51″E |
| Dolphin                       | 3203      | 20°29′39″S 116°51′39″E |
| Eaglehawk                     | 140       | 20°39′26″S 116°26′26″E |
| East Intercourse              | 300       | 20°39′12″S 116°41′04″E |
| East Lewis                    | 1018      | 20°36′29″S 116°39′38″E |
| Enderby                       | 3290      | 20°36′30″S 116°31′17″E |
| Gidley                        | 845       | 20°26′55″S 116°49′16″E |
| Hauy                          | 105       | 20°26′04″S 116°58′07″E |
| Legendre                      | 1300      | 20°23′17″S 116°52′50″E |
| Malus                         | 325       | 20°31′04″S 116°40′30″E |
| Rosemary                      | 1152      | 20°28′54″S 116°35′37″E |
| senza nome (a nord di Gidley) | 259       | 20°25′23″S 116°49′19″E |
| West Intercourse              | 2350      | 20°42′27″S 116°36′27″E |
| West Lewis                    | 2082      | 20°35′24″S 116°37′37″E |

## Storia

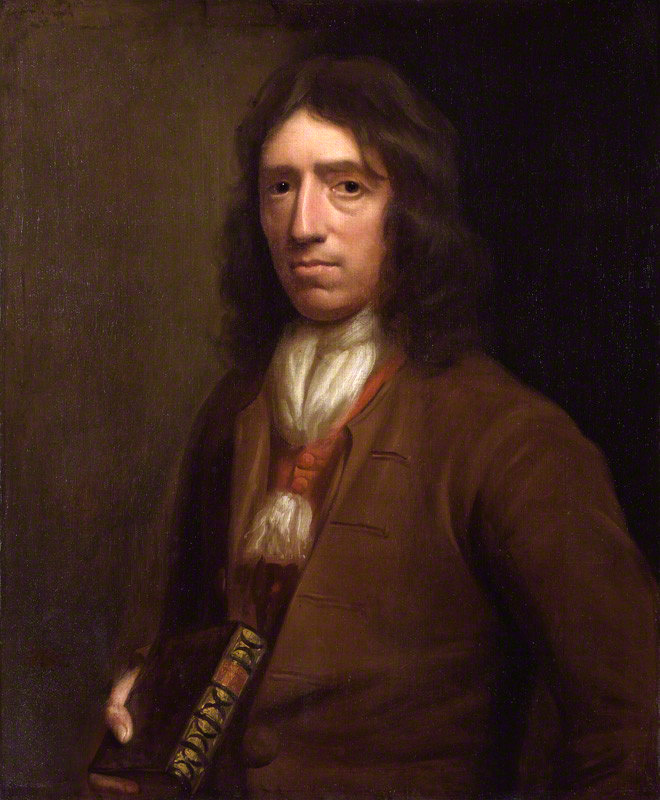
William Dampier

Nel 1699 il navigatore e bucaniere inglese William Dampier, al comando della nave da guerra con 26 cannoni HMS Roebuck in missione per esplorare la costa della Nuova Olanda, seguendo la rotta olandese per le Indie, passò tra Dirk Hartog Island e la terraferma dell'Australia occidentale nella Shark Bay. Seguì poi la costa verso nord-est raggiungendo, il 21 agosto 1699, l'arcipelago Dampier, che esplorò, nominando Rosemary Island il 22 agosto. Continuò fino a Lagrange Bay prima di salpare per Timor.
Il nome Rosemary lo scelse per la presenza sull'isola della Olearia axillaris che gli ricordava il rosmarino (rosemary in inglese). Tuttavia, è ora
concordato che l'isola originariamente nominata da Dampier fosse Malus Island e non quella che porta oggi il nome Rosemary.
L'arcipelago contiene molti siti cerimoniali aborigeni, un'alta concentrazione di incisioni rupestri e siti archeologici riferiti alle tradizioni dei popoli Ngarda-Ngarli. Studi archeologici dimostrano che l'occupazione umana nell'arcipelago, inclusa la penisola Burrup, è iniziata almeno 8.000 fa. Dampier non incontrò gli aborigeni durante il suo viaggio. Incontri avvennero invece tra di essi e il capitano Phillip Parker King, nel 1818.
Al tempo dell'insediamento europeo del distretto di Roebourne negli anni Sessanta del 1800, era considerato abitante tradizionale dell'arcipelago il popolo Yapurarra (Jaburara o Yaburarra) ed è probabile che siano stati i membri di quel popolo a incontrare Parker King. 
Nel 1868, l'area fu luogo del massacro di Flying Foam, quando fu ucciso un alto numero di Yaburarra.
Oltre al Dampier Archipelago, anche il Buccaneer Archipelago ricorda William Dampier.